# Valerio Laspro

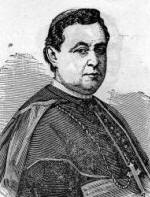
Erzbischof Valerio Laspro

Valerio Laspro (* 22. Juli 1827 in Balvano; † 22. November 1914 in Salerno) war ein italienischer Bischof.

## Leben
Er war der Sohn von Emmanuele Laspro und dessen Ehefrau Camilla De Robertis. Die Priesterweihe empfing er am 16. März 1850.
Valerio Laspro wurde am 23. März 1860 zum Bischof von Gallipoli ernannt. Die Bischofsweihe spendete ihm am 25. März desselben Jahres in der römischen Kirche Santa Maria in Trastevere der Kardinalbischof von Frascati, Antonio Maria Kardinal Cagiano de Azevedo; Mitkonsekratoren waren Erzbischof Antonio Ligi-Bussi OFMConv und Felicissimo Salvini, Erzbischof von Camerino. Er war Teilnehmer des Ersten Vatikanischen Konzils. Am 6. Mai 1872 wurde er zum Bischof von Lecce ernannt und am 20. März 1877 zum Erzbischof von Salerno erhoben.
Valerio Laspro starb nach 54 Jahren im Bischofsamt.